# Quy Nhơn Bắc
Quy Nhơn Tây là một phường thuộc tỉnh Gia Lai, Việt Nam; có diện tích tự nhiên 23,70 km2, quy mô dân số 45.746 người vào tháng 7 năm 2025. 

## Lịch sử
Theo Nghị quyết số 1664/NQ-UBTVQH15 năm 2025, trên cơ sở giải thể thành phố Quy Nhơn, sáp nhập tỉnh Bình Định vào tỉnh Gia Lai và thực hiện hợp nhất toàn bộ diện tích tự nhiên và dân số của phường Trần Quang Diệu và phường Nhơn Phú thuộc thành phố Quy Nhơn thành phường Quy Nhơn Bắc.